# Symphlebia affinis
Symphlebia affinis är en fjärilsart som beskrevs av Rothschild 1909. Symphlebia affinis ingår i släktet Symphlebia, och familjen björnspinnare. Inga underarter finns listade.